# 鳥取県高等学校一覧
| 総数                         | 32校             |
| 国立                         | なし             |
| 公立                         | 24校             |
| 私立                         | 8校              |
| 教育委員会所在地             | 〒680-8570       |
| 鳥取県鳥取市東町1丁目271番地 |                  |
| 公式サイト                   | 鳥取県教育委員会 |

鳥取県高等学校一覧（とっとりけんこうとうがっこういちらん）は、鳥取県の高等学校一覧。
全日制課程の存在しない高等学校については、定時制は「○○高等学校｛定時制｝」通信制は「○○高等学校｛通信制｝」定時制・通信制共に存在する場合は、定時制表記で記載する。

## 公立高等学校
鳥取県の県立高校は全県学区となっている。加えて、鳥取県立鳥取工業高等学校建設工学科、鳥取県立鳥取湖陵高等学校工業学科・情報学科は鳥取県全域と兵庫県美方郡新温泉町を、鳥取県立智頭農林高等学校は鳥取県全域と岡山県津山市（阿波・加茂町）・美作市（旧大原町・旧東粟倉村）・英田郡西粟倉村を、鳥取県立境高等学校・鳥取県立境港総合技術高等学校は鳥取県全域と島根県松江市（美保関町・八束町）を、鳥取県立日野高等学校は鳥取県全域と岡山県新見市（千屋地区）・真庭郡新庄村を隣接区域の学区としている。
なお、米子市内の全校、倉吉東、倉吉西、鳥取西、鳥取東の各公立高および公立通信制高校では県外からの募集は実施していない。それ以外の公立高校（米子東高定時制含む）は保証人がいれば、県外からの志願を受け付けている。

### 鳥取市
- 鳥取県立青谷高等学校
- 鳥取県立鳥取工業高等学校
- 鳥取県立鳥取湖陵高等学校
- 鳥取県立鳥取商業高等学校
- 鳥取県立鳥取西高等学校
- 鳥取県立鳥取東高等学校
- 鳥取県立鳥取緑風高等学校｛定時制｝

### 米子市
- 鳥取県立米子高等学校
- 鳥取県立米子工業高等学校
- 鳥取県立米子西高等学校
- 鳥取県立米子白鳳高等学校｛定時制｝
- 鳥取県立米子東高等学校
- 鳥取県立米子南高等学校

### 倉吉市
- 鳥取県立倉吉総合産業高等学校
- 鳥取県立倉吉西高等学校
- 鳥取県立倉吉農業高等学校
- 鳥取県立倉吉東高等学校

### 境港市
- 鳥取県立境高等学校
- 鳥取県立境港総合技術高等学校

### 岩美郡
- 鳥取県立岩美高等学校

### 八頭郡
- 鳥取県立智頭農林高等学校
- 鳥取県立八頭高等学校

### 東伯郡
- 鳥取県立鳥取中央育英高等学校

### 日野郡
- 鳥取県立日野高等学校

## 私立高等学校

### 鳥取市
- 青翔開智高等学校
- 鳥取敬愛高等学校
- 鳥取城北高等学校

### 米子市
- 米子北高等学校
- 米子松蔭高等学校
- 米子北斗高等学校

### 倉吉市
- 倉吉北高等学校

### 東伯郡
- 湯梨浜学園高等学校